# Barbie the Album
Barbie the Album — саундтрек-альбом к фильму «Барби» 2023 года, снятому Гретой Гервиг. Альбом вышел на лейбле Atlantic Records 21 июля 2023 года, в день премьеры фильма в Северной Америке. Продюсерами альбома выступили Марк Ронсон, Кевин Уивер и Брэндон Дэвис. Саундтрек получил в целом положительные отзывы музыкальных критиков.
Центром промо-кампании альбома стал релиз пяти синглов: основной сингл альбома «Dance the Night» британской певицы Дуа Липы возглавил чарты в 13 странах, включая Великобританию и Ирландию, а также вошёл в топ-10 в 25 странах, включая США. Второй сингл «Barbie World», созданный Ники Минаж и Ice Spice при участии группы Aqua, вошёл в десятку лучших в 15 странах, включая чарты Великобритании и США. Третий сингл «Speed Drive» певицы Charli XCX вошёл в топ-10 в Великобритании и Ирландии. Четвёртый сингл «What Was I Made For?» певицы Билли Айлиш возглавил чарты Великобритании, Ирландии, Швейцарии и Австралии, а также вошёл в десятку лучших в 15 странах. 28 июля 2023 года вышел пятый и последний сингл альбома, песня Эйвы Макс «Choose Your Fighter».
Альбом дебютировал на первой строчке чартов в Австралии, Канаде, Нидерландах и Новой Зеландии; он также вошёл в топ-10 в Австрии, Бельгии, Чехии, Франции, США, Германии, Венгрии, Испании, Португалии и Швейцарии.

## История создания
25 мая 2023 года журнал «Rolling Stone» сообщил, что продюсером саундтрека к фильму «Барби» выступит Марк Ронсон, а в сам альбом войдут оригинальные песни Эйвы Макс, Charli XCX, Доминика Файка, группы Fifty Fifty, Гейл, группы Haim, Ice Spice, Kaliii, Karol G, Khalid, the Kid Laroi, Лиззо, Ники Минаж, PinkPantheress, Tame Impala, а также членов актёрского состава Дуа Липы и Райана Гослинга. Кроме того, было сообщено, что в альбоме появятся дополнительные артисты-сюрпризы, которые будут объявлены позже. В тот же вечер был опубликован частичный трек-лист саундтрека.
6 июля 2023 года Билли Айлиш стала первым «артистом-сюрпризом» на саундтреке. Предположения об участии Айлиш возникли после того, как за неделю до этого она разместила неоново-розовый значок Барби в своём аккаунте в Instagram. 10 июля Сэм Смит стал вторым «артистом-сюрпризом» в альбоме.

## Запись
Одним из обстоятельств, подтолкнувших продюсера Марка Ронсона присоединиться к «Барби», стало текстовое сообщение от его друга, музыкального супервизора Джорджа Дракулиаса, который уже работал над фильмом. В сообщении просто спрашивалось: «Барби?» За две недели до начала репетиций режиссёру Грете Гервиг понадобилась песня в стиле диско, которая легла бы в основу хореографического танцевального номера. Она отправила Ронсону плейлист той музыки, которую она видела в саундтреке — «музыка тайной слабости» или «поп-музыка Peloton», — включая песни Andrea True Connection и из фильма «Ксанаду». Ронсон и его коллега Эндрю Уайатт записали минусовку, которую Гервиг и использовала для танцевальных репетиций с актёрами. Эта минусовка впоследствии стала песней «Dance the Night» певицы Дуа Липы.
В течение следующего года Ронсон создавал саундтрек, который соответствовал бы видению Гервиг для «Барби». Гервиг и Ронсон составили «список желанных артистов», которых они хотели бы видеть в саундтреке, и во время монтажа фильма они этим артистам сцены из фильма. Ронсон отметил: «Все они смотрели разные сцены, возвращались через неделю или две и точно чувствовали суть всего, что мы пытались сделать».
В апреле 2022 года менеджер группы Aqua Ульрих Мёллер-Йоргенсен заявил, что хит группы 1997 года «Barbie Girl» не войдёт в саундтрек к фильму. Однако актриса Марго Робби, сыгравшая Барби, как сообщалось, умоляла Гервиг включить эту песню в фильм, и Гервиг заверила актрису, что найдёт способ включить эту песню «в очень крутом стиле». Затем рэперши Ники Минаж и Ice Spice подписали контракт на исполнение ремикса на песню для саундтрека под названием «Barbie World». Группа Aqua включены в соавторы и исполнители трека.

## Релиз
Barbie the Album вышел 21 июля 2023 года. Помимо нескольких вариантов виниловых пластинок и кассет, предложенных на официальном сайте саундтрека, альбом также был выпущен в эксклюзивных цветах и дизайнах для Target, Walmart, Barnes & Noble, Amazon, Hot Topic и Urban Outfitters. В преддверии выпуска саундтрека в избранных музыкальных магазинах США, Латинской Америки и Европы 18 июля прошли официальные вечеринки, где были прослушаны песни из альбома.

### Синглы
| |  |  |
| Дуа Липа (слева) выпустила первый сингл из саундтрека «Dance the Night», а Ники Минаж (в центре) и Ice Spice (справа) выпустили второй сингл «Barbie World». |  |  |

| |  |
| Charli XCX (слева), Билли Айлиш (в центре) и Эйва Макс (справа) выпустили следующие три сингла к саундтреку: «Speed Drive», «What Was I Made For?» и «Choose Your Fighter», соответственно. |  |

22 мая 2023 года британская певица Дуа Липа объявила, что её сингл «Dance the Night» выйдет в полночь пятницы, 26 мая. В ту же ночь вышел клип, в котором с камео появилась режиссёр «Барби» Грета Гервиг. Марк Ронсон поделился скриншотом сообщения, которое он отправил Липе в Instagram в 2022 году, с просьбой написать и исполнить песню для саундтрека к «огромному танцевальному номеру на 60 человек», которая позже и стала «Dance the Night». «Dance the Night» занял первое место в британском чарте синглов и седьмое место в американском Billboard Hot 100.
На следующей неделе, 2 июня, колумбийская певица Karol G выпустила песню «Watati», первый промо-сингл саундтрека. Журнал «Rolling Stone» сообщил, что 15 апреля 2023 года Karol G приехала на студию Ронсона, чтобы посмотреть сцены из фильма, в тот же день, когда она выступала в программе «Saturday Night Live». Клип на сингл вышел 15 июня. «Watati» попала в чарты Испании и стран Латинской Америки, достигнув второго места в Панаме и четвёртого места в Гондурасе. Второй промо-сингл саундтрека, «Angel», английской певицы PinkPantheress вышел неделю спустя, 9 июня.
10 июня тринидадская рэп-исполнительница Ники Минаж и американская рэп-певица Ice Spice объявили, что их совместный сингл «Barbie World» выйдет 23 июня. Второй полноценный сингл с саундтрека стал ремиксом песни 1997 года «Barbie Girl» датской группы Aqua, которая указана в качестве исполнителей на ремиксе. Клип, в котором Минаж и Ice Spice предстают в образах Барби, вышел вместе с синглом. «Barbie World» дебютировала на седьмой позиции в Billboard Hot 100 и достигла пятой позиции в британском чарте синглов.
29 июня английская певица Charli XCX выпустила песню «Speed Drive», которую 30 июня итальянские радиостанции включили в ротацию в качестве третьего сингла с саундтрека. Песня достигла девятого места в британском чарте синглов. 6 июля южнокорейская группа Fifty Fifty выпустила третий промо-сингл к саундтреку «Barbie Dreams» при участии американской рэп-исполнительницы Kaliii.
6 июля американская певица Билли Айлиш стала первым «артистом-сюрпризом» саундтрека. В тот же день она заявила, что её песня «What Was I Made For?» и клип на неё выйдут 13 июля в качестве четвёртого сингла к саундтреку 13 июля. Айлиш 12 июля опубликовала небольшой отрывок из песни с кадрами из клипа. «What Was I Made For?» достигла 18-го места в Billboard Hot 100 и первого места в британском чарте синглов.
Вторым «артистом-сюрпризом» саундтрека 10 июля стали английский певец Сэм Смит. Их песня «Man I Am» была выпущена 21 июля вместе с альбомом в качестве четвёртого промо-сингла, достигнув 58-й позиции в британском чарте синглов.
28 июля песня «Choose Your Fighter» американской певицы Эйвы Макс попала в ротацию итальянского радио как пятый сингл с саундтрека и вошла в британский чарт синглов на 90-м месте.

### Версия«Best Weekend Ever»
В день выхода саундтрека в рамках делюкс-версии альбома под названием «Best Weekend Ever» были выпущены две новые композиции: кавер на песню «Closer to Fine» группы Indigo Girls в исполнении Брэнди Карлайл и её жены Кэтрин Карлайл и кавер на песню «Push» группы Matchbox Twenty в исполнении Райана Гослинга.

## Реакция критиков
| Совокупная оценка         | Совокупная оценка |
| Источник                  | Оценка            |
| ------------------------- | ----------------- |
| AnyDecentMusic?           | 6.1/10            |
| Metacritic                | 69/100            |
| Оценки критиков           |                   |
| Источник                  | Оценка            |
| Beats Per Minute          | 58%               |
| The Guardian              | [ 50 ]            |
| The Independent           | [ 51 ]            |
| The Line of Best Fit      | 7/10              |
| NME                       | [ 53 ]            |
| The Observer              | [ 54 ]            |
| Paste                     | 7.5/10            |
| Pitchfork                 | 5.4/10            |
| Rolling Stone UK          | [ 57 ]            |
| The Sydney Morning Herald | [ 58 ]            |

## Коммерческий успех
В Великобритании альбом дебютировал на первом месте в официальном чарте сборных альбомов, а шесть песен вошли в топ-40 официального чарта синглов. Barbie the Album также стал первым альбомом-саундтреком, три песни из которого одновременно вошли в пятёрку лучших синглов: «What Was I Made For?» (3), «Dance the Night» (4) и «Barbie World» (5). В США альбом дебютировал на втором месте в Billboard 200 (от 5 августа 2023 года). Альбом стартовал с продажами в 126 000 экземпляров, из которых 70 000 пришлись на стриминг, 53 000 — на чистые продажи, а 3 000 — на трек-эквиваленты.

## Список композиций
| №                   | Название                                               | Автор(ы)                                             | Продюсер(ы)                                           | Длительность |
| ------------------- | ------------------------------------------------------ | ---------------------------------------------------- | ----------------------------------------------------- | ------------ |
| 1.                  | «Pink» (Лиззо)                                         |                                                      | Эндрю Уайатт Марк Ронсон Эрик Бёртон Фредерик [англ.] | 2:23         |
| 2.                  | «Dance the Night» (Дуа Липа)                           |                                                      | Уайатт Ронсон Piccard Brothers [англ.]                | 2:56         |
| 3.                  | «Barbie World» (Ники Минаж и Ice Spice, вместе с Aqua) |                                                      | RiotUSA                                               | 1:49         |
| 4.                  | «Speed Drive» (Charli XCX)                             |                                                      | Easyfun                                               | 1:57         |
| 5.                  | «Watati» (Karol G вместе с Aldo Ranks)                 |                                                      | Ovy on the Drums                                      | 2:46         |
| 6.                  | «Man I Am» (Сэм Смит)                                  |                                                      | Ронсон Рики Рид                                       | 3:07         |
| 7.                  | «Journey to the Real World» (Tame Impala)              |                                                      | Кевин Паркер                                          | 1:27         |
| 8.                  | «I’m Just Ken» (Райан Гослинг)                         |                                                      | Уайатт Ронсон                                         | 3:42         |
| 9.                  | «Hey Blondie» (Доминик Файк)                           |                                                      | Ронсон                                                | 2:21         |
| 10.                 | «Home» (Haim)                                          | Alana Haim Danielle Haim Este Haim Rostam Batmanglij | Даниэла Хаим Ростам                                   | 3:46         |
| 11.                 | «What Was I Made For?» (Билли Айлиш)                   | Billie Eilish O'Connell Finneas O'Connell            | Уайатт Финнеас Ронсон                                 | 3:42         |
| 12.                 | «Forever & Again» (The Kid Laroi)                      |                                                      | Эндрю Уатт [англ.] Луи Белл                           | 2:19         |
| 13.                 | «Silver Platter» (Khalid)                              |                                                      | Чейс Уоррелл Денис Косиак Джейсон Келлнер             | 2:45         |
| 14.                 | «Angel» (PinkPantheress)                               |                                                      | BloodPop Count Baldor PinkPantheress                  | 2:03         |
| 15.                 | «Butterflies» (Gayle)                                  |                                                      | Рид Берин                                             | 2:16         |
| 16.                 | «Choose Your Fighter» (Ava Max)                        |                                                      | Cirkut                                                | 2:17         |
| 17.                 | «Barbie Dreams» (Fifty Fifty вместе с Kaliii)          |                                                      | Space Primates                                        | 2:29         |
| Общая длительность: | Общая длительность:                                    | Общая длительность:                                  | Общая длительность:                                   | 44:05        |

| №                   | Название                                           | Продюсер(ы)                    | Длительность |
| ------------------- | -------------------------------------------------- | ------------------------------ | ------------ |
| 18.                 | «Push» (Райан Гослинг)                             | Уайатт Джордж Дракулиас Ронсон | 3:23         |
| 19.                 | «Closer to Fine» (Брэнди Карлайл и Кэтрин Карлайл) | Брэнди Карлайл                 | 5:52         |
| Общая длительность: | Общая длительность:                                | Общая длительность:            | 53:31        |

Примечания:
- «Barbie World» содержит семпл песни «Barbie Girl», написанной Сёреном Растедом, Клаусом Норреном, Рене Дифом и Лене Нюстрём, в исполнении группы Aqua.
- «Speed Drive» содержит интерполяции песни of «Mickey», написанной Майклом Чапмэном and Никки Чином, и песни «Cobrastyle[англ.]», написанной Класом Олундом, Йоакимом Олундом, Патриком Арви, Юартом Брауном, Фабианом Торссонос, Троем Рами, Полом Рота, Дэвидом Паркером и Сильвией Робинсон.
- Название песни «Watati» стилизовано заглавными буквами и написано с ошибкой как «Watiti» на оборотной стороне первого винилового издания.
- «Butterflies» содержит интерполяцию песни «Butterfly», написанной Сетом Бинзером, Бретом Мазуром, Энтони Кидисом, Фли, Джоном Фрушанте и Чэдом Смитом, которая, в свою очередь, сама основана на семпле песни «Pretty Little Ditty[англ.]», написанной Кидисом, Смитом, Фушанте, and Фли.
- «Barbie Dreams» содержит интерполяцию песни «Together Again», написанной Джанет Джексон, Джимми Джемом, Терри Льюисом и Рене Элизондо-мл.[англ.]
- «Push[англ.]» является кавером песни группы Matchbox Twenty.
- «Closer to Fine[англ.]» является кавером песни группы Indigo Girls.

## Создатели
Из примечаний к компакт-диску:
- Марк Ронсон — продюсер альбома, бас (треки 1, 8-9), гитара (1-2), синтезатор (1, 8-9), оркестровая аранжировка (1, 11), родес-пиано (трек 2), дополнительный продакшн (трек 11)
- Кевин Уивер — продюсер альбома, фортепиано (трек 1), синтезатор (трек 1), оркестровая аранжировка (трек 1)
- Брэндон Дэвис — продюсер альбома
- Грета Гервиг — исполнительный продюсер альбома
- Джордж Дракулиас — исполнительный продюсер альбома
- Брэндон Крид — сопродюсер альбома
- Джозеф Хури — сопродюсер альбома
- Рэнди Меррилл — мастеринг
- Questlove — ударные (трек 1)
- Аарон Дрейпер — перкуссия (трек 1)
- Эндрю Уайатт — фортепиано (трек 1), синтезатор (1-2, 8), бас (трек 2), бэк-вокал (трек 8), хоровая аранжировка (трек 8), дополнительный продакшн (трек 11), оркестровая аранжировка (трек 11)
- Дэйв Гай — труба (трек 1)
- Майкл Леонхарт — труба (трек 1)
- Рэй Мейсон — тромбон (трек 1)
- Ян Хендриксон-Смит — саксофон (трек 1)
- MJ Бакли — саксофон (трек 1)
- Рикки Рид — программирование ударных (1, 6), муг-бас (трек 1), фортепиано (трек 6), синтезаторы (трек 6), гитара (трек 6)
- Мэтт Данкли — оркестровая аранжировка (1, 8)
- Дэниел Эскобар — инжиниринг (трек 1)
- Итан Шумейкер — инжиниринг (1, 6)
- Йенс Юнгкурт — инжиниринг (трек 1)
- Мэнни Маррокен — сведение звука (1, 4, 6, 10, 12)
- Оркестр Манхэттен-центра — оркестровая запись (1-2, 8)
- Кэмерон Гауэр-Пул — вокал (трек 2), инжиниринг (трек 2)
- Кэролайн Эйлин — бэк-вокал (трек 2)
- Picard Brothers — клавишные (трек 2), программирование (трек 2), дополнительный продакшн (трек 8)
- Брэндон Бост — программирование (2, 8), инжиниринг (2, 8-9)
- Джейк Фергюсон — помощник инженера (2, 8-9)
- Сербан Генеа — сведение звука (2-3, 16)
- Брайс Бордоне — помощник инженера по сведению звука (2-3, 16)
- Обри «Big Juice» Дилейн — дополнительный продакшн (трек 3), инжиниринг вокала Ники Минаж (трек 3)
- Роб Кинельски — сведение (5, 11)
- Эли Хейслер — помощник по сведению звука (5, 11)
- Дэвид Одлум — инжиниринг вокала Сэма Смита (трек 6)
- Кевин Паркер — запись (трек 7), сведение (трек 7)
- Слэш — соло-гитара (трек 8), ритм-гитара (трек 8)
- Вольфганг Ван Хален — ритм-гитара (трек 8)
- Джош Фриз — ударные (трек 8)
- Майк Ричути — фортепиано (трек 8)
- Роджер Мэннинг — синтезатор (трек 8)
- Джефф Фостер — звукоинженер записи мужского хора (трек 8)
- Питер Коббин — звукоинженер (трек 8), женский хор (трек 8)
- Кирсти Уолли — звукоинженер (трек 8), женский хор (трек 8)
- Дэниел Хайден — запись Pro Tools (трек 8)
- Алекс Венгер — запись оркестра США (трек 8), инжиниринг записи фортепиано (трек 8)
- Бен Пэрри — хормейстер (трек 8)
- Рики Дамиан — инжиниринг (трек 8)
- Майк Клинк — запись Слэша (трек 8)
- Том Элмхерст — сведение (8-9)
- Адам Хонг — инженер по сведению звука (8-9)
- Оркестр Abbey Road Studios — оркестровая запись (трек 8)
- Райан Рейнс — ко-продакшн (трек 9), ударные (трек 9), перкуссия (трек 9)
- Генри Квапис — ко-продакшн (трек 9), клавишные (трек 9), гитара (трек 9), программирование (трек 9)
- Доминик Файк — вокал (трек 9), акустическая гитара (трек 9)
- Джон Мюллер — инжиниринг (трек 9)
- Дэни Перес — помощник инженера (трек 9)
- Эсте Хаим — вокал (трек 10), бас (трек 10)
- Алана Хаим — вокал (трек 10), гитара (трек 10)
- Ростам Батманглидж — программирование ударных (трек 10), синтезаторный бас (трек 10), фортепиано (трек 10), синтезатор (трек 10), 12-струнная гитара (трек 10), струнная аранжировка (трек 10), инжиниринг (трек 10)
- Гейб Ноэль — виолончель (трек 10)
- Джейк Халленбек — синтезатор (трек 10)
- Джои Мессина-Дернинг — инжиниринг (трек 10)
- Лорен Маркес — инжиниринг (трек 10)
- Ник Нонеман — инжиниринг (трек 10)
- Билли Айлиш — вокал (трек 11), инжиниринг (трек 11), вокал (трек 11), синтезатор (трек 11)
- Финнеас — инжиниринг (трек 11), фортепиано (трек 11), синтезатор (трек 11), электрический бас (трек 11), перкуссия (трек 11), вокальная аранжировка (трек 11)
- Луи Белл — программирование (трек 12)
- Джеймс Кили — инжиниринг (трек 13)
- Джон Уилкенсон Дерисм — бас (трек 13)
- Денис Косиак — сведение (трек 13)
- Джонни Брейквелл — сведение (трек 14)
- Эндрю Грассо — ударные (трек 15)
- Крис Кондон — инжиниринг ударных (трек 15), гитара (трек 15)
- Педро Каллони — сведение (трек 15)

## Чарты
| Чарт (2023)                            | Высшая позиция |
| -------------------------------------- | -------------- |
| Австралия (ARIA)                       | 1              |
| Австрия (Ö3 Austria)                   | 3              |
| Бельгия/Фландрия (Ultratop)            | 4              |
| Бельгия/Валлония (Ultratop)            | 3              |
| Великобритания (UK Compilation Albums) | 1              |
| Канада (Canadian Albums Chart)         | 1              |
| Дания (Hitlisten)                      | 14             |
| Нидерланды (Album Top 100)             | 1              |
| Германия (Offizielle Top 100)          | 6              |
| Венгрия (MAHASZ)                       | 7              |
| Исландия (Plötutíðindi)                | 11             |
| Ирландия (OCC)                         | 1              |
| Италия (Classifica album)              | 13             |
| Япония (Oricon)                        | 48             |
| Литва (AGATA)                          | 28             |
| Новая Зеландия (RMNZ)                  | 1              |
| Нигерия (TurnTable Top 50)             | 45             |
| Норвегия (VG-lista)                    | 12             |
| Португалия (AFP)                       | 4              |
| Испания (PROMUSICAE)                   | 5              |
| Швеция (Sverigetopplistan)             | 57             |
| Швейцария (Schweizer Hitparade)        | 3              |
| США (Billboard 200)                    | 2              |
| США (Billboard Soundtrack Albums)      | 1              |
| Финляндия (Suomen virallinen lista)    | 17             |
| Франция (SNEP)                         | 2              |
| Чехия (ČNS IFPI)                       | 2              |

| Чарт (2023)                        | Позиция |
| ---------------------------------- | ------- |
| Бельгия (Ultratop Flanders)        | 95      |
| Бельгия (Ultratop Wallonia)        | 169     |
| Канада (Billboard)                 | 37      |
| Нидерланды (Album Top 100)         | 49      |
| Новая Зеландия (RMNZ)              | 21      |
| США (Billboard 200)                | 49      |
| США (Soundtrack Albums, Billboard) | 1       |

## Сертификации
| Регион                                                                      | Сертификация | Продажи |
| --------------------------------------------------------------------------- | ------------ | ------- |
| Австралия (ARIA)                                                            | Золотой      | 35 000  |
| Канада (Music Canada)                                                       | Золотой      | 40 000  |
| Франция (SNEP)                                                              | Золотой      | 50 000  |
| Новая Зеландия (RMNZ)                                                       | Платиновый   | 15 000  |
| Великобритания (BPI)                                                        | Золотой      | 100 000 |
| Данные о продажах + прослушиваниях приведены только на основе сертификации. |              |         |

## История релиза
| Регион | Дата             | Формат(ы)                                  | Издание                        | Лейбл(ы) | Прим.           |
| ------ | ---------------- | ------------------------------------------ | ------------------------------ | -------- | --------------- |
| Мир    | 21 июля 2023     | CD LP кассета цифровое скачивание стриминг | Стандартное                    | Atlantic | [ 101 ] [ 102 ] |
| Мир    | 21 июля 2023     | CD                                         | Ken: The Album                 | Atlantic | [ 103 ]         |
| Мир    | 21 июля 2023     | Цифровое скачивание стриминг               | Best Weekend Ever Edition      | Atlantic | [ 104 ]         |
| Мир    | 11 августа 2023  | CD                                         | Best Weekend Ever Edition      | Atlantic | [ 104 ]         |
| Мир    | 22 сентября 2023 | LP                                         | Повторное ограниченное издание | Atlantic | [ 105 ]         |

## Комментарии
1. 1 2  По отношению к себе Сэм Смит используют местоимения «они/им».
2. ↑  «Choose Your Fighter» не вошла в первоначальный тираж синего винила ограниченного выпуска, но была добавлена во второе издание и присутствует во всех других изданиях.
3. ↑  «Barbie Dreams» появляется во всех цифровых версиях альбома, в CD-версии «Кен: Альбом», в эксклюзивном издании для слушателей, в CD-версии «Best Weekend Ever Edition» и во втором издании синего винила. Песни нет на других компакт-дисках, в виниловых или кассетных изданиях.
4. ↑  Повторное издание ограниченной версии синего винила включило песни «Choose Your Fighter» и «Barbie Dreams[англ.]», которые не вошли в первоначальный тираж.